# Национални парк Велика Фатра
Национални парк Велика Фатра (слч. Národný park Veľká Fatra) је национални парк у Словачкој. Већи део његове територије налази се у јужном делу Жилинског краја , а мањи део у северном делу Банскобистричког краја. Национални парк и његова околна подручја обухватајu већи део масива Велика Фатра (слч. Veľká Fatra) који припада Западним Карпатима.

## Одлике
Национални парк је проглашен 1. априла 2002. године као надоградња Заштићеног предела (слч. Chránená krajinná oblasť Veľká Fatra) са истим именом које је заштићено 1972. ради очувања планинског венца са високим процентом добро очуване карпатске шуме у којој преовлађује Европска буква, којом је покривено 90% површине у комбинацији са пашњацима који датирају из 15-17. века, и периода тзв. Влашке колонизације. На неким местима јављају се и реликтне шуме Белог бора и долина Хармањец је значајна јер је подручје са највећим бројем стабала Европске тисе у централној и вероватно целој Европи.
Национални парк „Велика Фатра“ је такође важан резервоар слатке воде захваљујући високим падавинама и ниским испаравањем у тој области. Земљиште на коме лежи парк има гранитну основу која избија на површину само на неким местима, чешћа су подручја аргилошиста, која стварају благе гребене и врхове, као што је Hôlna Fatra, као и стене кречњака и доломита, које стварају груб и сликовит терен који се зове Bralná Fatra. Ту су и многе крашке области, односно пећине, од којих је само Хармањечка пећина отворена за јавност.
Разно камење и типови земљишта, разноврсни биоми са пространим ливадама и пашњацима, оштрим литицама и дубоким долинама обезбеђују изузетно богате врсте флоре и фауне. Све врсте великих месоједа средње Европе овде живе у изобиљу: мрки медвед, сиви вук и евроазијски рис.
Подручје је популарно међу туристима, јер се око Националног парка налази неколико одмаралишта. У близини парка се налази и село Влколинец са добро очуваним брвнарама изграђеним на традиционалан начин, које се налази на Унесковој листи светске баштине.

## Листа заштићених предела у оквиру Националног парка
As of February 2007, there were following small protected areas within the NP Veľká Fatra and its buffer zone:
| Назив                         | Основан                   | Површина                  |
| Природни резерват природе     | Природни резерват природе | Природни резерват природе |
| ----------------------------- | ------------------------- | ------------------------- |
| Borišov                       | 1981                      | 430 ha (1.063 acres)      |
| Čierny kameň                  | 1964                      | 34 ha (84 acres)          |
| Harmanecká tisina             | 1949                      | 20 ha (49 acres)          |
| Jánošíkova kolkáreň           | 1964                      | 243 ha (600 acres)        |
| Kornietová                    | 1973                      | 84 ha (208 acres)         |
| Kundračka                     | 1973                      | 115 ha (284 acres)        |
| Lysec                         | 1984                      | 70 ha (173 acres)         |
| Madačov                       | 1984                      | 331 ha (818 acres)        |
| Padva                         | 1972                      | 325 ha (803 acres)        |
| Rakšianske rašelinisko        | 1984                      | 6 ha (15 acres)           |
| Rumbáre                       | 1973                      | 52 ha (128 acres)         |
| Skalná Alpa                   | 1964                      | 525 ha (1.297 acres)      |
| Suchý vrch                    | 1988                      | 71 ha (175 acres)         |
| Tlstá                         | 1981                      | 3.066 ha (7.576 acres)    |
| Veľká Skalná                  | 1988                      | 645 ha (1.594 acres)      |
| Резерват природе              |                           |                           |
| Biela Skala                   | 1993                      | 185 ha (457 acres)        |
| Harmanecký Hlboký jarok       | 1998                      | 53,33 ha (131,78 acres)   |
| Katova skala                  | 1982                      | 47 ha (116 acres)         |
| Korbeľka                      | 1973                      | 86 ha (213 acres)         |
| Rojkovské rašelinisko         | 1950                      | 3 ha (7 acres)            |
| Споменик природе              |                           |                           |
| Perlová jaskyňa               | 2001                      | 450 m (1.480 ft)          |
| Dogerské skaly                | 1952                      | 0,2 ha (0,5 acres)        |
| Hradené jazero Blatné         | 1990                      | 4 ha (10 acres)           |
| Jazierske travertíny          | 1952                      | 2 ha (5 acres)            |
| Krkavá skala                  | 1952                      | 0,3 ha (0,7 acres)        |
| Majerova skala                | 1992                      | 9 ha (22 acres)           |
| Matejkovský kamenný prúd      | 1986                      | 9 ha (22 acres)           |
| Prielom Teplého potoka        | 1984                      | 21 ha (52 acres)          |
| Rojkovská travertínová kopa   | 1971                      | 0,1 ha (0,2 acres)        |
| Travertínové terasy Bukovinka | 1980                      | 2 ha (5 acres)            |
| Vlčia skala                   | 1952                      | 1 ha (2 acres)            |
| Заштићени ареал               |                           |                           |
| Dekretov porast               | 1999                      | 6 ha (15 acres)           |
| Háj pred dolinou Teplô        | 1975                      | 0,2 ha (0 acres)          |
| Krásno                        | 1997                      | 125 ha (309 acres)        |
| Mošovské aleje                | 1969                      | 272,92 ha (674,4 acres)   |
| Revúca                        | 2002                      | 39 ha (96 acres)          |